# فلوريد الفاناديوم الثلاثي
 فلوريد الفاناديوم الثلاثي مركب كيميائي له الصيغة VF3 ، ويكون على شكل مسحوق بلوري أخضر إلى رمادي .